# Playa de Benajarafe
La Playa de Benajarafe es una playa de Vélez-Málaga, en la Costa del Sol de la provincia de Málaga, Andalucía, España. Se trata de una playa semiurbana de arena oscura y oleaje moderado situada en el núcleo de Benajarafe. Tiene unos 1.600 metros de longitud y unos 30 metros de anchura media. Es una playa con un grado medio de ocupación y con sólo servicios básicos.